# Station Otrębusy
Station Otrębusy is een spoorwegstation in de Poolse plaats Otrębusy.